# Christine Becker
Christine Becker (ur. 5 października 1963 w Ohio) – amerykańska szablistka, złota medalistka mistrzostw świata.
Podczas mistrzostw świata w Budapeszcie w 2000 roku Amerykanki w składzie: Sada Jacobson, Christine Becker, Nicole Mustilli i Mariel Zagunis zdobyły złoty medal w turnieju drużynowym. Była też między innymi szósta drużynowo na mistrzostwach świata w Hawanie w 2003 roku i dziewiąta indywidualnie na mistrzostwach świata w Seulu w 1999 roku.
Nigdy nie wzięła udziału w igrzyskach olimpijskich.